# Richard Lugar
Pour les articles homonymes, voir Lugar.
Richard Green Lugar, dit Dick Lugar, né le 4 avril 1932 à Indianapolis (Indiana) et mort le 28 avril 2019 à Falls Church (Virginie), est un homme politique américain, membre du Parti républicain et sénateur de l'Indiana au Congrès des États-Unis de 1977 à 2013. Il est auparavant maire d'Indianapolis de 1968 à 1976.

## Biographie
Diplômé de l'université Denison en 1954, Richard Lugar bénéficie d'une bourse scolaire Rhodes pour terminer ses études au Pembroke College de l'université d'Oxford.
Il fait son service militaire dans l'US Navy de 1957 à 1960.
De 1968 à 1975, Lugar est maire d'Indianapolis.

### Sénateur des États-Unis

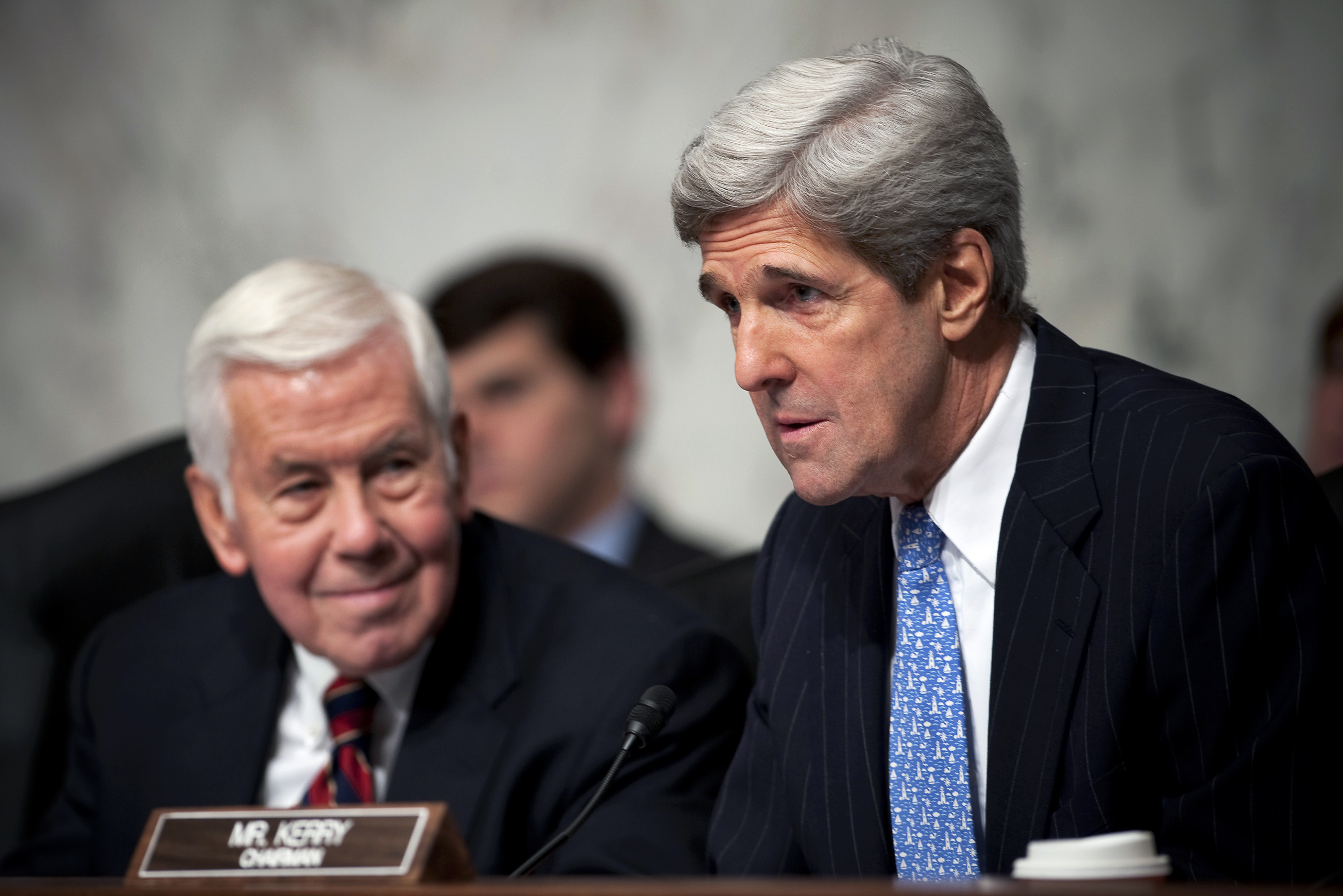
Richard Lugar et John Kerry en 2009.

En 1976, Richard Lugar est élu sénateur de l'Indiana au Congrès des États-Unis. Il est réélu en 1982, 1988, 1994, et en 2000.
Lugar est un sénateur influent qui aidé à la ratification de traités internationaux par le Sénat concernant l'utilisation, la production et le stockage d'armes nucléaires, biologiques ou chimiques.
En 1991, il est avec le sénateur Sam Nunn l'initiateur d'une coopération dont l'objectif est la destruction des armes de destruction massive dans les pays de l'ancienne  URSS. À ce jour, dans le cadre de cette coopération, plus de 5 900 têtes nucléaires ont été désactivées.
Lugar est un sénateur républicain modéré, influent et respecté. Il est notamment à deux reprises président de la commission des Affaires étrangères du Sénat.
En 2001 Richard Lugar reçoit la Democracy Service Medal de la National Endowment for Democracy.
En 2006, les démocrates ne lui opposèrent aucun candidat lors de la campagne pour sa réélection. Il est ainsi réélu avec 87 % des suffrages contre 13 % au candidat progressiste Steve Osborn.
Depuis le 3 janvier 2009 et la défaite du sénateur Ted Stevens, Richard Lugar est le plus ancien sénateur républicain, ainsi si les républicains redeviennent majoritaire il accèdera au rang de président pro tempore du Sénat.
En 2009, il vote le Matthew Shepard Act, qui prévoit des peines plus lourdes pour les crimes de haine motivés par l'orientation sexuelle, l'identité de genre ou le handicap.
Le 6 août 2009, Lugar est l'un des neuf sénateurs républicains à voter pour la nomination de Sonia Sotomayor à la Cour suprême des États-Unis.
Le 5 août 2010, il fait partie des cinq sénateurs républicains à voter pour la nomination d'Elena Kagan à la cour suprême des États-Unis.
Candidat à sa réélection en 2012, il est toutefois nettement battu lors des élections primaires républicaines par Richard Mourdock, situé à la droite du parti. Le représentant démocrate Joe Donnelly l'emporte finalement et succède officiellement à Richard Lugar en janvier 2013.

## Distinctions
- Ordre de la Croix de Terra Mariana de première classe